# Gunta Vaičule
Gunta Vaičule (née Latiševa-Čudare le 9 mars 1995 à Rēzekne) est une athlète lettonne, spécialiste du sprint.

## Carrière
Elle remporte le titre de championne d'Europe espoirs sur 400 m en 52 s 00 en 2017.
Elle remporte la médaille d'argent du 200 m lors de l'Universiade de 2017 à Taipei.

## Palmarès
| Date | Compétition                       | Lieu      | Résultat | Épreuve | Temps   |
| ---- | --------------------------------- | --------- | -------- | ------- | ------- |
| 2017 | Championnats d'Europe espoirs     | Bydgoszcz | 1re      | 400 m   | 52 s 00 |
| 2017 | Universiade                       | Taipei    | 2e       | 200 m   | 23 s 15 |
| 2019 | Universiade                       | Naples    | 4e       | 200 m   | 23 s 12 |
| 2019 | Championnats d'Europe par équipes | Varazdin  | 3e       | 200 m   | 23 s 51 |
| 2019 | Championnats d'Europe par équipes | Varazdin  | 3e       | 400 m   | 53 s 58 |

## Records
| Épreuve | Temps        | Lieu    | Date         |
| ------- | ------------ | ------- | ------------ |
| 200 m   | 22 s 94      | Ogre    | 16 juin 2018 |
| 300 m   | 36 s 36 (NR) | Ostrava | 20 juin 2019 |
| 400 m   | 51 s 37      | Londres | 6 août 2017  |